# Бизон
Бизонът (също американски бизон, на латински: Bison bison) е вид животно от семейство Кухороги (Bovidae). В миналото е широко разпространен в равнините на Северна Америка от Голямото робско езеро на север до Северно Мексико на юг и от Източен Орегон на запад почти до Атлантическия океан на изток. В началото на XIX век популацията на американския бизон достига по различни оценки от 40 до 65 милиона, но в края на века вследствие на масовия лов бизонът е на границата на изчезване. Броят на бизоните е едва около 900, като на свобода през 1891 г. остават едва 32 животни. През първата половина на XX век числеността на бизона бавно нараства, като видът е реинтродуциран изкуствено в някои райони. Днес броят на бизоните се оценява на около 350 хиляди, като близо 250 хиляди от тях се отглеждат за добив на месо.
Ревът на бизона е могъщ и се чува в прерията на 7 – 8 km. Женската обикновено ражда по едно бизонче, което кърми 7 месеца. На 2-3-годишна възраст бизоните достигат полова зрялост и пристъпват за първи път към размножаване.

## Физически характеристики
- Мъжки
  - Маса – 400 – 1270 kg
  - Височина на холката – до 200 cm
  - Дължина на тялото – до 3 m
- Женски
  - Маса – 300 – 500 kg
  - Височина на холката – 160 – 190 cm

Острите им рога могат да израснат до 61 cm.

## Поведение и размножаване
През лятото бизоните пасат в широките равнини, а през зимата навлизат в гористи местности, мигрират на юг, а през лятото отново се връщат на север.
Степните животни се хранят предимно с трева, до 25 kg трева на ден, а през зимата с треви от семейство Острицови. Горските също ядат мъхове, лишеи и филизи. Те могат да се хранят в сняг с дълбочина до 1 m. Дебелата козина предпазва добре бизона. Те лесно понасят 30-градусови студове. През зимата търсят райони с малко сняг.
Това тромаво на вид животно се движи много лесно и бързо, тръс и галоп с такава скорост, че не всеки кон може да го изпревари. Един бизон може да тича със скорост от 60 – 70 km/h, докато кон с ездач може да измине само един километър с тази скорост.
Бизонът също плува много добре.
Бизонът е териториално животно. Те живеят в общества, често в стада от около 50 животни. Всяко стадо се води от няколко стари мъжки, които го пазят много внимателно и зорко. Женските (крави) и мъжките (бикове) като цяло живеят в малки, отделни групи, и се събират в много големи стада по време на летния сезон на чифтосване. Мъжките често се бият за водачество на стадото или за някоя женска. Женските раждат едно теле (в по-редки случаи – две), след девет месеца бременност. Съдържание на млечна мазнина в млякото е до 12%.
Зубърът е много силен и при раздразнение опасен както за ловеца, така и за всеки друг враг, има добро обоняние и слух. Когато покоят им е нарушен, бизоните нападат хора и могат да бъдат смъртоносни. Чести причини за нападения са тълпи от хора, които нарушават спокойствието на животното, вдигат силен шум или го дразнят. Издава мирис на мускус, който се усеща от голямо разстояние.
Младите бизони са много буйни и игриви; старите ги пазят. Гласът на бизона е глухо мучене.